# Laguna Mountains
Laguna Mountains je pohoří na jihu Kalifornie, v San Diego County, ve Spojených státech amerických.
Leží přibližně 50 km východně od San Diega. Rozkládá se od severu k jihu v délce okolo 30 km. Na východě přechází v Koloradskou poušť (je součástí Sonorské pouště). Laguna Mountains náleží k horskému pásmu Peninsular Ranges. Nejvyšším bodem pohoří je Cuyapaipe Mountain s 1 944 m.
Pohoří je oblíbeným rekreačním místem a jedním z mála míst v regionu, kde jsou v zimním období sněhové přeháňky.